# Liste der Naturdenkmale in Ingersheim
| Naturdenkmale | Anzahl |
| ------------- | ------ |
| FND           | 6      |
| END           | 6      |
| Gesamt        | 12     |

Die Liste der Naturdenkmale in Ingersheim nennt die verordneten Naturdenkmale (ND) der im baden-württembergischen Landkreis Ludwigsburg liegenden Gemeinde Ingersheim. In Ingersheim gibt es insgesamt zwölf als Naturdenkmal geschützte Objekte, davon sechs flächenhafte Naturdenkmale (FND) und sechs Einzelgebilde-Naturdenkmale (END).
Stand: 30. Oktober 2016.

## Flächenhafte Naturdenkmale (FND)
| Name                                                      | Bild | Kennung     | Einzelheiten | Position | Fläche Hektar | Datum        |
| --------------------------------------------------------- | ---- | ----------- | ------------ | -------- | ------------- | ------------ |
| Ehemaliger Steinbruch am Riedberg                         | BW   | 81180770004 | Ingersheim   | ⊙        | 0,4           | 7. Juli 1989 |
| Ehemaliger Steinbruch im Siegental                        | BW   | 81180770005 | Ingersheim   | ⊙        | 0,2           | 7. Juli 1989 |
| Ehemaliger Steinbruch mit Quellhorizont und Tuffbildungen | BW   | 81180770002 | Ingersheim   | ⊙        | 0,6           | 7. Juli 1989 |
| Felgehölz und ehemaliger Steinbruch                       | BW   | 81180770007 | Ingersheim   | ⊙        | 0,4           | 7. Juli 1989 |
| Wäldchen am Kehrsbach                                     | BW   | 81180770003 | Ingersheim   | ⊙        | 0,6           | 7. Juli 1989 |
| Wasserfälle und Umgebung                                  | BW   | 81180770006 | Ingersheim   | ⊙        | 0,4           | 7. Juli 1989 |
| Legende für Naturdenkmal                                  |      |             |              |          |               |              |

## Einzelgebilde (END)
| Name                                          | Bild | Kennung     | Einzelheiten | Position | Fläche Hektar | Datum        |
| --------------------------------------------- | ---- | ----------- | ------------ | -------- | ------------- | ------------ |
| Mostbirnbaumgruppe                            | BW   | 81180770009 | Ingersheim   | ⊙        | 0,0           | 7. Juli 1989 |
| 1 Feldahorn                                   | BW   | 81180770008 | Ingersheim   | ⊙        | 0,0           | 7. Juli 1989 |
| 1 Mostbirnbaum                                | BW   | 81180770010 | Ingersheim   | ⊙        | 0,0           | 7. Juli 1989 |
| 1 Mostbirnbaum                                | BW   | 81180770011 | Ingersheim   | ⊙        | 0,0           | 7. Juli 1989 |
| 1 Mostbirnbaum                                | BW   | 81180770012 | Ingersheim   | ⊙        | 0,0           | 2. Apr. 1993 |
| 2 Winterlinden (Bismarcklinde u. Moltkelinde) | BW   | 81180770001 | Ingersheim   | ⊙        | 0,0           | 7. Juli 1989 |
| Legende für Naturdenkmal                      |      |             |              |          |               |              |